# AirStation OneTouch Secure System
L'AOSS (AirStation OneTouch Secure System) de Buffalo Technology permet des connexions sans fil sécurisées par la pression d'un simple bouton. La Nintendo Wi-Fi Connection utilisée par la Nintendo DS et la Nintendo Wii depuis la MàJ 3.00 est compatible avec l'AOSS . L'AOSS a aussi été inclus dans la PlayStation 3 et dans la version 2.00 du firmware de la PlayStation Portable et est disponible pour un réglage automatique sur PSP avec le firmware 2.80.